# Volleyballclub Sm'Aesch Pfeffingen 2014-2015
Questa voce raccoglie le informazioni riguardanti il Volleyballclub Sm'Aesch Pfeffingen nella stagione 2014-2015.

## Organigramma societario
Area direttiva
- Presidente: Werner Schmid

Area organizzativa
- Team manager: Werner Schmid

Area tecnica
- Allenatore: Timothy Lippuner
- Secondo allenatore Konstantin Bitter

Area medica
- Preparatore atletico: Jürgen Schreier
- Assistenza medica: Rennbahnklinik
- Massaggiatore: Vladan Surik

## Rosa
| N° | Nome              | Ruolo | Data di nascita   | Nazionalità sportiva |
| -- | ----------------- | ----- | ----------------- | -------------------- |
| 1  | Gergana Dimitrova | S     | 28 febbraio 1996  | Bulgaria             |
| 2  | Kerley Becker     | C/O   | 20 settembre 1986 | Brasile              |
| 3  | Jana Koch         | O     | 11 aprile 1999    | Svizzera             |
| 4  | Lucija Mlinar     | S     | 6 maggio 1995     | Croazia              |
| 5  | Thays Deprati     | L     | 14 aprile 1992    | Svizzera             |
| 6  | Madlaina Matter   | C     | 19 ottobre 1996   | Svizzera             |
| 7  | Paula Widmer      | S     | 4 maggio 1998     | Svizzera             |
| 8  | Maja Storck       | C     | 8 ottobre 1998    | Svizzera             |
| 9  | Jovana Gogić      | P     | 31 marzo 1993     | Serbia               |
| 11 | Mira Todorova     | C     | 12 aprile 1994    | Bulgaria             |
| 12 | Lena Sacher       | P     | 25 settembre 1995 | Svizzera             |
| 14 | Laura Künzler     | S     | 25 dicembre 1996  | Svizzera             |
| 15 | Laura Tschopp     | S     | 2 aprile 1984     | Svizzera             |